# Colonia de Níger
La colonia francesa de Níger (en francés: Colonie du Niger) fue una posesión colonial francesa que cubre gran parte del territorio del moderno estado del África occidental de Níger, así como partes de Malí, Burkina Faso y Chad. Existió en varias formas desde 1900 hasta 1960, pero se denominó como colonia de Níger solo desde 1922 hasta 1958.

## Historia

### Territorio militar
Mientras que el control francés de algunas de las zonas de la moderna Níger comenzó en la década de 1890, el 23 de julio de 1900 se estableció el Territorio Militar de Zinder. Este territorio militar solo regiría lo que es el moderno sur de Níger, con solo nominal control al este de Zinder o al norte de Tanout. Su comandante residía en la localidad de Sorbo-Haoussa cerca de Niamey, donde estaba la sede que se trasladó en 1903. Administrativamente, fue parte de la colonia de Senegambia y Níger de 1900 a 1904 y la colonia de Alto Senegal y Níger de 1904 a 1911. Si bien era controlado por oficiales franceses de tropas marinas, su presupuesto y administración dependía del vicegobernador en Kayes (este último Bamako), y el contacto con las autoridades en la metrópoli u otras colonias era a través del gobernador general en Dakar.
La zona también aparece en los mapas franceses como el Territorio Militar Tercero. El 22 de junio de 1910, el territorio pasó a denominarse Territorio Militar de Níger, e incluía partes del noreste del moderno Malí (círculo de Gao) y el norte de Chad (círculo de Tibesti). El 21 de junio de 1911, el círculo de Gao fue cedido al Sudán francés, y a lo largo de los finales de la década de 1910, se hicieron esfuerzos para establecer puestos franceses permanentes en el norte y el este, en Bilma, N'guigmi y en otros lugares. En 1911, la sede central del territorio se trasladó a Zinder, lo que refleja tanto la tranquilidad relativa del oeste del territorio, y el miedo a la incursión de los británicos hacia el sur y los italianos de Libia. A pesar de esto, el control francés de las zonas norte y este siguió siendo mínima. Junto con Mauritania, Níger seguía siendo la única parte del África Occidental Francesa en permanecer bajo el régimen militar.

### Dominio colonial civil
El 13 de octubre de 1922, la colonia de Níger tomó el control de la mayor parte de las zonas sur y oeste, y el vicegobernador sería el gobernador general del África Occidental Francesa. La creación en 1919 del Alto Volta francés como colonia civil eliminó las zonas del moderno Níger al oeste del río Níger. En 1926, la capital se trasladó de nuevo desde Zinder a Niamey. En 1930 el Círculo del Tibesti fue cedido a la colonia de Chad en el África Ecuatorial Francesa, en 1932, la colonia francesa del Alto Volta se dividió entre sus vecinos, los Círculos de Dori y Fada N'gourma fueron cedidos a la colonia de Níger.

### La Segunda Guerra Mundial
Los funcionarios de la colonia de Níger, a diferencia de la vecina Chad, permanecieron leales a los franceses de Vichy después de 1940, y así cerraron su frontera sur (con Nigeria) y la frontera oriental hasta 1944.

### Descolonización
El 31 de diciembre de 1946, los territorios militares de N'Guigmi y Agadez fueron cedidos a la colonia de Níger, dejando solo el círculo de Bilma bajo administración militar. Esta zona, en el extremo noreste quedó bajo administración civil de Francia en 1956.
En 1947, el Alto Volta francés fue reconstituido, y los círculos de Dori y Fada N'Gourma fueron cedidos a esta. Si bien hubo cambios de fronteras menores después de 1947, las fronteras modernas de Níger se establecieron más o menos con este cambio.
Después de la Ley Marco de 1956, se crea la Asamblea Territorial de Níger elegido por el voto popular, pero con poderes solo consultivos y administrativos. En 1958, la Unión Francesa sucede a la Comunidad Francesa. El 25 de agosto de 1958, el Teniente Gobernador se convierte en Alto Comisionado de Níger, pero sigue siendo jefe de Estado de una colonia cuasi-independiente que controlaba parte de la administración puramente interna.
La constitución del 25 de febrero de 1959 fue aprobada y luego ratificada por la Asamblea Constituyente de Níger, un organismo sucesor de la Asamblea Territorial de Níger creada en diciembre de 1958. El 12 de marzo de 1959, se convirtió la Asamblea Constituyente en la Asamblea Legislativa de Níger, con el jefe de Gobierno, Hamani Diori, reteniendo el título de Presidente del Consejo. Los Poderes ejecutivos nominales fueron investidos en la Asamblea. Con los elementos constitutivos de la constitución, como la Bandera de Níger, el Himno Nacional de Níger y el escudo de armas de Níger, junto con el lenguaje sobre los nombres de los órganos políticos, los derechos y facultades que hayan sido incluidas en los textos posteriores.
Después de la guerra de Argelia y el colapso de la Cuarta República francesa, las colonias de la Unión Francesa obtuvieron su independencia en 1960. Níger ratificó su primera constitución totalmente independiente el 8 de noviembre de 1960, y Jean Colombani dejó el cargo de Alto Comisionado para el 10 de noviembre de 1960.